# Vlag van Littenseradeel

Vlag van de gemeente Littenseradeel

De vlag van Littenseradeel is op 26 januari 1984 vastgesteld als de gemeentelijke vlag van de Friese gemeente Littenseradeel. De vlag werd in het draadsbesluit als volgt beschreven:
Twee even hoge lengtebanen, blauw en wit, en aan de broekzijde op de blauwe baan een gele ster en op de witte baan een rode roos, beide met een hoogte  gelijk aan 2/5 van de hoogte van de vlag.
De ster, de roos en de kleuren zijn afkomstig van het gemeentewapen. Niet vermeld werd dat de ster zespuntig is. Het ontwerp was afkomstig van de Fryske Rie foar Heraldyk en de Hoge Raad van Adel.
Per 1 januari 2018 is de gemeente Littenseradeel opgegaan in de nieuwe gemeente Waadhoeke. De gemeentevlag van Littenseradeel is hierdoor komen te vervallen.

## Dorpsvlaggen
Alle 29 dorpen in de gemeente Littenseradeel hebben een eigen dorpsvlag.

Vlag van Baard
Vlag van Baijum
Vlag van Beers
Vlag van Bozum
Vlag van Britswerd
Vlag van Edens
Vlag van Hennaard
Vlag van Hidaard
Vlag van Hijlaard
Vlag van Huins
Vlag van Itens
Vlag van Jellum
Vlag van Jorwerd
Vlag van Kubaard
Vlag van Lions
Vlag van Lutkewierum
Vlag van Mantgum
Vlag van Oosterend
Vlag van Oosterlittens
Vlag van Oosterwierum
Vlag van Rien
Vlag van Roodhuis
Vlag van Spannum
Vlag van Waaxens
Vlag van Weidum
Vlag van Welsrijp
Vlag van Wieuwerd
Vlag van Winsum
Vlag van Wommels

## Verwante afbeeldingen

Wapen van Littenseradeel

Aengwirden 
· Baarderadeel 
· Barradeel 
· het Bildt 
· Bolsward 
· Boornsterhem 
· Dokkum 
· Dongeradeel 
· Doniawerstal 
· Ferwerderadeel 
· Franeker 
· Franekeradeel 
· Gaasterland 
· Gaasterland-Sloten 
· Haskerland 
· Hemelumer Oldeferd 
· Hennaarderadeel 
· Hindeloopen 
· Idaarderadeel 
· IJlst 
· Kollumerland en Nieuwkruisland 
· Leeuwarderadeel 
· Lemsterland 
· Littenseradeel 
· Menaldumadeel 
· Nijefurd 
· Oostdongeradeel 
· Rauwerderhem 
· Schoterland 
· Skarsterlân 
· Sloten 
· Sneek 
· Stavoren 
· Terschelling en Vlieland 
· Utingeradeel 
· Westdongeradeel 
· Wonseradeel 
· Workum 
· Wymbritseradeel